# Anopheles pursati
Anopheles pursati este o specie de țânțari din genul Anopheles, descrisă de Laveran în anul 1902. Conform Catalogue of Life specia Anopheles pursati nu are subspecii cunoscute.